# John Earle
John Earle, né à York vers 1601, mort à Londres le 17 novembre 1665, est un évêque et écrivain anglais.

## Biographie
Earle est nommé précepteur du prince héritier, le futur Charles II d'Angleterre. Lors de l'intermède du Commonwealth, il accompagne le prince en exil en France. Chapelain du roi, il revient en Angleterre au moment de la restauration. Doyen de Westminster en 1660, il est nommé évêque de Worcester en 1662, puis de Salisbury l'année suivante.

## Œuvre
La traduction des Caractères de Théophraste par Isaac Casaubon (1559-1614) avait mis le genre à la mode. Après d'autres imitateurs comme Joseph Hall (Caracters of Virtues and Vices, 1608) ou Thomas Overbury (New Characters in The Wife, 1615), il compose Microcosmography qui paraît en 1628. 

« L'Enfant
Est un homme en minuscule mais la plus parfaite copie d'Adam avant qu'il n’ait goûté à Ève ou à la pomme ; et heureux celui dont le peu de pratique du monde ne lui permettrait d'écrire que sur ce caractère ; il est l'image de la nature, fraîchement peinte à l'huile, que le temps et les manipulations répétées ternit et défigure. Son âme est encore une feuille blanche, vierge d'observations sur le monde, qui avec le temps deviendra un carnet de notes illisible. »

On lui doit également une traduction latine de l'Eikon Basilike en 1649. Paru dix jours après l'exécution de Charles Ier, Eikon Basilike or The Pourtrature of His Sacred Majestie in His Solitudes and Sufferings se présente sous forme d'une autobiographie du monarque, dont l'attribution reste incertaine. Earle rédigea la traduction à la demande de son fils, Charles II. 

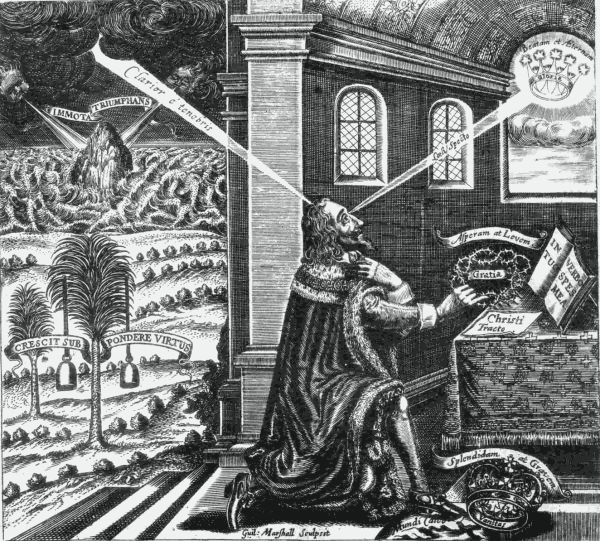
Frontispice de l'édition latine de 1649 de l' Eikon Basilike